# Comuna Ivanivka, Petrîkivka
Ivanivka (în ucraineană Іванівка) este o comună în raionul Petrîkivka, regiunea Dnipropetrovsk, Ucraina, formată din satele Hreceane, Ivanivka (reședința), Kleșnivka, Kuliși și Radselo.

## Demografie
Componența lingvistică a satului Ivanivka
     Ucraineană (96,57%)
     Rusă (2,85%)
     Alte limbi (0,26%)
Conform recensământului din 2001, majoritatea populației satului Ivanivka era vorbitoare de ucraineană (96,57%), existând în minoritate și vorbitori de rusă (2,85%).